# Willow Springs (California)
Willow Springs è un'area non incorporata nella Contea di Mono in California. Si trova lungo il torrente Virginia, a 5 miglia a sudsudest di Bridgeport ad un'altezza di 6745 piedi, pari a 2056 m.
A poca distanza dall'area sorge il Willow Springs International Motorsports Park, edificato nel 1952 e inaugurato nel 1953. In esso si tengono numerose competizioni sia automobilistiche che motociclistiche.